# Errol Brown

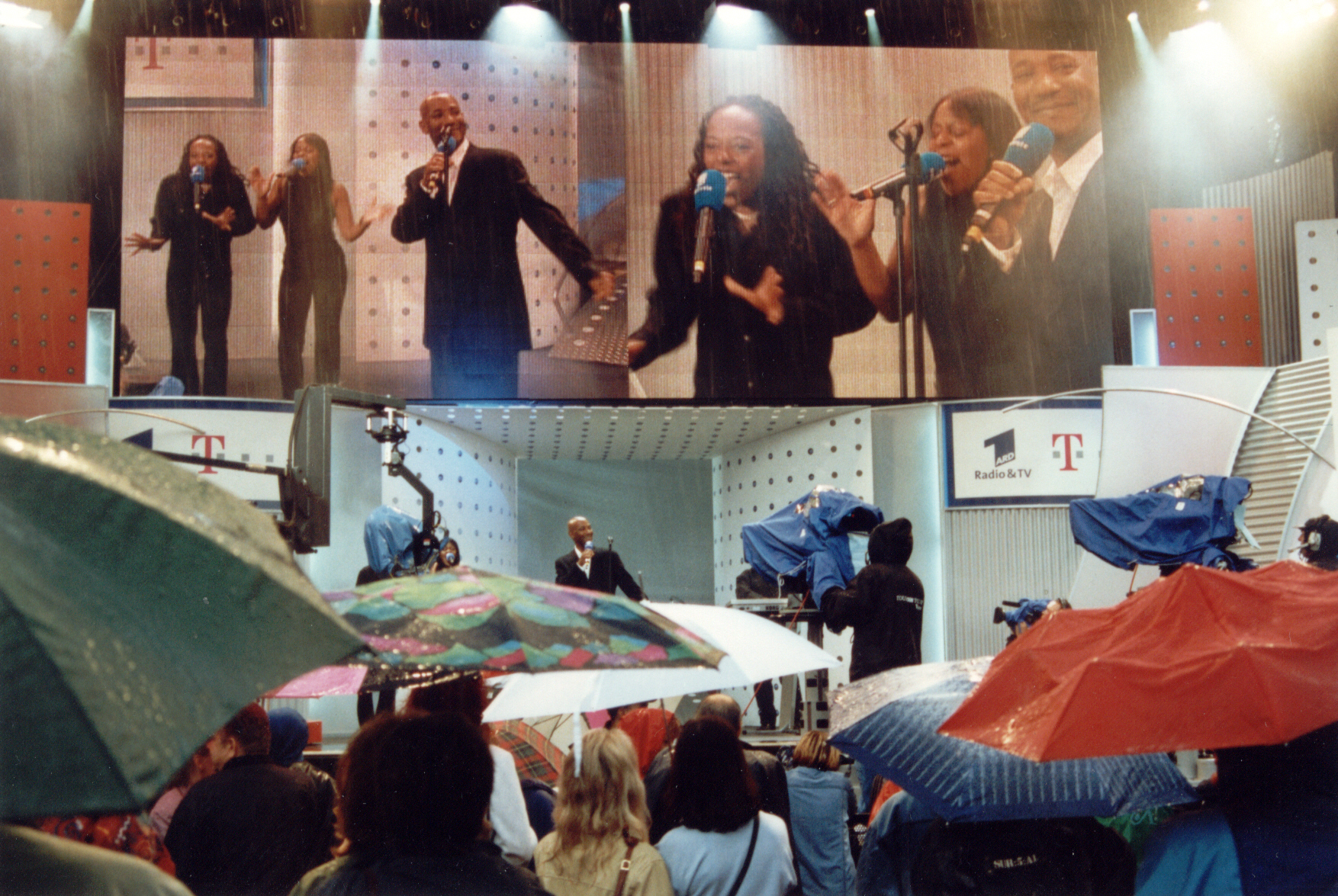
Errol Brown (1998)

Lester Errol Brown, MBE (* 12. November 1943 in Kingston; † 6. Mai 2015 auf den Bahamas) war ein jamaikanisch-britischer Popsänger.

## Werdegang
Errol Brown war 1969 in London einer der Begründer von Hot Chocolate. Dort blieb er bis Mitte der 1980er Jahre als Sänger und Songwriter. Zu seinen größten Erfolgen mit Hot Chocolate gehören unter anderem You Sexy Thing, Every 1’s a Winner, So You Win Again und Emma.
Seit er die Band 1985 verlassen hatte, trat er solo auf und war an Musikprojekten mit verschiedenen Künstlern beteiligt. Er arbeitete unter anderem mit Dieter Bohlen zusammen und wurde von Königin Elisabeth II. 2003 mit dem Order of the British Empire geehrt. Ein Jahr später wurde Brown mit dem Ivor Novello Award für seine außergewöhnlichen Beiträge zur britischen Musik ausgezeichnet. Sein Debütalbum als Solist hieß That’s How Love Is. Produziert wurde es von Tony Swain und Steve Jolley, die später für Spandau Ballet, Bananarama und Alison Moyet tätig waren.
Er war ab 1976 mit Ginette Brown verheiratet, der Ehe entstammen zwei Töchter.
Errol Brown starb 2015 im Alter von 71 Jahren in seinem Zuhause auf den Bahamas an Leberkrebs.

## Diskografie

### Alben
| Jahr | Titel                  | Höchstplatzierung, Gesamtwochen, AuszeichnungChartplatzierungen (Jahr, Titel, Platzierungen, Wochen, Auszeichnungen, Anmerkungen) | Höchstplatzierung, Gesamtwochen, AuszeichnungChartplatzierungen (Jahr, Titel, Platzierungen, Wochen, Auszeichnungen, Anmerkungen) | Höchstplatzierung, Gesamtwochen, AuszeichnungChartplatzierungen (Jahr, Titel, Platzierungen, Wochen, Auszeichnungen, Anmerkungen) | Anmerkungen |
| Jahr | Titel                  | DE | AT | UK | Anmerkungen |
| ---- | ---------------------- | --- | --- | --- | ----------- |
| 2001 | Still Sexy – The Album | — | — | UK44 (2 Wo.)UK |             |

Weitere Alben
- 1989: That’s How Love Is
- 1992: Secret Rendezvous – Version 1 inkl. This Time It’s Forever, Version 2 inkl. Emmalene (That’s No Lie)
- 1996: Love in This

### Kompilationen
- 1993: Platinum (The Very Best Of) (Hot Chocolate feat. Errol Brown)
- 2009: Hottest Hits (Hot Chocolate feat. Errol Brown)

### Singles
| Jahr | Titel Album                                                                   | Höchstplatzierung, Gesamtwochen, AuszeichnungChartplatzierungen (Jahr, Titel, Album, Platzierungen, Wochen, Auszeichnungen, Anmerkungen) | Höchstplatzierung, Gesamtwochen, AuszeichnungChartplatzierungen (Jahr, Titel, Album, Platzierungen, Wochen, Auszeichnungen, Anmerkungen) | Höchstplatzierung, Gesamtwochen, AuszeichnungChartplatzierungen (Jahr, Titel, Album, Platzierungen, Wochen, Auszeichnungen, Anmerkungen) | Anmerkungen                     |
| Jahr | Titel Album                                                                   | DE | AT | UK | Anmerkungen                     |
| ---- | ----------------------------------------------------------------------------- | --- | --- | --- | ------------------------------- |
| 1987 | Personal Touch That’s How Love Is                                             | DE47 (7 Wo.)DE | — | UK25 (9 Wo.)UK |                                 |
| 1987 | Body Rockin’                                                                  | — | — | UK51 (5 Wo.)UK |                                 |
| 1989 | Love Goes Up and Down That’s How Love Is                                      | — | — | UK89 (2 Wo.)UK |                                 |
| 1990 | Send a Prayer (To Heaven)                                                     | — | — | UK83 (3 Wo.)UK | Weihnachtssingle                |
| 1992 | This Time It’s Forever Secret Rendezvous (Version 1)                          | DE26 (15 Wo.)DE | AT16 (12 Wo.)AT | — |                                 |
| 1992 | Secret Rendezvous                                                             | DE72 (3 Wo.)DE | — | — |                                 |
| 1993 | Emmalene (That’s No Lie) Secret Rendezvous (Version 2)                        | DE92 (1 Wo.)DE | — | — |                                 |
| 1996 | Ain’t No Love in This Love in This                                            | DE83 (6 Wo.)DE | — | — |                                 |
| 1998 | It Started with a Kiss The Full Monty – The Ultimate Hot Chocolate Collection | — | — | UK18 (4 Wo.)UK | Hot Chocolate feat. Errol Brown |
| 2001 | Still Sexy (Yes You Are) Still Sexy – The Album                               | — | — | UK85 (1 Wo.)UK |                                 |

Weitere Singles
- 1973: Living and Loving
- 1974: Some Guys Have All the Girls
- 1988: Maya
- 1993: Emma (Hot Chocolate feat. Errol Brown)
- 1996: Change the People’s Hearts
- 2001: Heaven’s in the Back Seat of My Cadillac (2001)